# James Williamson (Radsportler)
James Williamson (* 27. März 1989 in Alexandra) ist ein ehemaliger neuseeländischer Radrennfahrer.

## Sportliche Laufbahn
Zunächst war Williamson zunächst auf der Bahn aktiv und wurde unter anderem 2007 neuseeländischer Meister im Teamsprint der Junioren. Als U23-Fahrer gewann er 2009 den nationalen Titel im Straßenrennen. Bei der Tour of Wellington 2011 gewann er eine Etappe. Bei den neuseeländischen Straßenmeisterschaften der Elite wurde er 2011 und 2012 jeweils Zweiter.

## Erfolge
2007
- Neuseeländischer Junioren-Meister – Teamsprint (mit Edward Dawkins und Hamish Presbury)

2009
- Neuseeländischer U23-Meister – Straßenrennen

2011
- eine Etappe Tour of Wellington